# Luci Corneli Escipió Asiàtic
|  | Per a altres significats, vegeu «Luci Corneli Escipió Asiàtic (desambiguació)». |

Luci Corneli Escipió Asiàtic (en llatí: Lucius Cornelius Scipio Asiaticus) va ser un magistrat romà. Formava part de la gens Cornèlia, i de la família dels Escipions, d'origen patrici. Era fill de Publi Corneli Escipió (cònsol 218 aC), i germà de Publi Corneli Escipió. És l'únic membre de la família del que es conserven algunes monedes.
Va servir com a llegat del seu germà a Hispània, i va conquerir la ciutat d'Oringis l'any 208 aC. Al final de la guerra el seu germà el va enviar a Roma per portar la notícia. L'any 193 aC va ser nomenat pretor i va obtenir la província de Sicília.
Va ser elegit cònsol l'any 190 aC amb Gai Leli. El senat no tenia gaire confiança en les seves habilitats, i dubtava a donar-li el govern de Grècia i la direcció de la guerra contra Antíoc III el Gran, però el seu germà Publi es va oferir a servir com a llegat seu, cosa que li va garantir el nomenament. Va derrotar Antíoc definitivament a Magnèsia del Sípil, i llavors Antíoc va recórrer a Publi, que li devia un favor. Publi va aconseguir del seu germà uns termes de pau menys severs (tot i que ho foren força), però el senat va imposar condicions més dures.
L'any 189 aC, Publi i el seu germà Luci van tornar a Roma. Luci va celebrar el seu triomf i va rebre el sobrenom d'Asiàtic, però aviat els dos germans van ser acusats d'haver estat subornats per Antíoc i d'apropiar-se part dels diners pagats pel rei al tresor romà. Va dirigir l'acusació Marc Porci Cató, enemic personal seu, i no es pot establir si hi ha res de veritat en aquesta història.
L'any 187 aC els tribuns coneguts com els Petil·lis van obligar els germans Escipions a retre comptes dels diners rebuts d'Antíoc. Luci va presentar els comptes, però Publi no va accedir, per orgull; i, sentint-se ultratjat, va estripar davant el senat tots els documents financers de la campanya, entre els aplaudiments de la multitud. Aquesta conducta va produir una impressió desfavorable, i Luci va tornar a ser portat a judici aquell mateix any, va ser declarat culpable i va haver de pagar una forta multa, mentre el tribú de la plebs Gai Minuci exigia el seu empresonament fins al pagament. Publi va obligar el tribú a alliberar al seu germà, i la cosa podia haver acabat malament si no hagués estat que Tiberi Semproni Grac, pare del famós tribú, que exercia també com a tribú de la plebs, va alliberar Luci, confiscant-li, això sí la seva propietat. Com que Luci no va cobrir la multa, va haver de fer una col·lecta entre amics i clients (es van recaptar prou diners per pagar i encara per restaurar el seu patrimoni, però només va acceptar el necessari per pagar).
A despit de les multes i de ser considerat pobre, l'any 185 aC va celebrar uns magnífics jocs que havia promès si derrotava Antíoc, i Valeri Àncies diu que va obtenir els diners en una ambaixada en la qual li encarregaren arranjar un conflicte entre Antíoc i Èumenes I de Pèrgam. L'any 184 aC va ser candidat a censor, però no el van elegir, i el càrrec va ser pel seu vell enemic Cató, que va donar una altra prova del seu odi a la família privant Luci del seu cavall en la revista dels cavallers. Desenganyat de la vida pública, es va retirar a la seva vil·la de la Campània, on va morir l'any següent.